# 김승휘
김승휘(1981년 6월 1일 ~ )는 대한민국의 KBS 아나운서이다.

## 학력
- 순천고등학교 졸업
- 서울대학교 생명과학과 학사

## 경력
- 2008년 3월 : KBS 34기 공채 아나운서
- 2008년 9월 ~ 2009년 9월 :  KBS대구방송총국 지역근무
- 2018년 : 제23회 평창 동계 올림픽 KBS 캐스터
- 2023년 11월 : 아나운서실  한국어연구부 부장

## 진행

### TV
| 연도        | 방송사   | 프로그램                | 담당                    | 진행 기간                                 | 비고 |
| ----------- | -------- | ----------------------- | ----------------------- | ----------------------------------------- | --- |
| 2008        | KBS2     | 1 대 100                | 참가자                  | 2008년 1월 22일                           | 38회 KBS 신입사원 특집, 더블 찬스 성공으로 2배 부여.100인 |
| 2008        | KBS대구1 | 행복발견 오늘           | 진행                    | 대구총국 지역근무 아나운서 진행 당시      | |
| 2009        | KBS2     | 스타! 골든벨(舊,시즌 1) | 추석특집 참가자         | 2009년 10월 3일                           | 255회<추석특집 - KBS 아나운서 총 출동!> 246회 <'타' 라인> 도전석 |
| 2009 ~ 2010 | KBS2     | KBS 아침뉴스타임        | 패널                    |                                           | 연예수첩 코너 |
| 2023        | KBS2     | KBS 아침뉴스타임        | 임시진행                | 9월 13일                                  | [ 2 ] |
| 2023        | KBS2     | KBS 아침뉴스타임        | 임시진행                | 11월 1일                                  | [ 3 ] |
| 2023        | KBS2     | KBS 아침뉴스타임        | 임시진행                | 11월 23일                                 | [ 4 ] |
| 2011 ~ 2012 | KBS1     | 도전! 골든벨            | 진행                    | 2011년 2월 20일 ~ 2012년 3월 18일         | 562회 충남 천안시 천안오성고 ~ 616회 서울 구로구 구현고 |
| 2012        | KBS1     | 사랑의 리퀘스트         | 출연                    | 2012년 6월 30일                           | 677회 |
| 2013        | KBS2     | KBS 뉴스타임 토요일     | 진행                    | 2013년 1월 5일 ~ 10월 19일                | 토요일 |
| 2013        | KBS1     | KBS 뉴스 (1400)         | 진행                    | 2013년 4월 8일 ~ 10월 18일                | |
| 2013 ~ 2015 | KBS2     | KBS 글로벌 24           | 패널                    | 2013년 10월 21일 ~ 2015년 1월 8일         | 서브 |
| 2013 ~ 2014 | KBS1     | KBS 스포츠 9            | 진행                    | 2013년 10월 26일 ~ 2014년 12월 28일       | 주말 |
| 2017        | KBS1     | KBS 스포츠 9            | 임시진행                | 2017년 8월 19일 ~ 8월 20일                | 주말 임시진행 |
| 2015        | KBS1     | KBS 스포츠 9            | 임시진행                | 2015년 12월 28일 ~ 12월 31일              | 평일 임시진행 |
| 2015        | KBS2     | KBS 2시 뉴스타임        | 임시진행                | 2015년 7월 27일 ~ 7월 31일                | |
| 2015        | KBS2     | KBS 2시 뉴스타임        | 임시진행                | 2015년 12월 28일 ~ 12월 31일              | |
| 2016        | KBS2     | 스포츠타임              | 임시진행                | 2016년 8월 3일 ~ 8월 4일                  | |
| 2016        | KBS1     | KBS 뉴스 (주말 낮 12시) | 진행                    |                                           | 주말 낮 12시 |
| 2020        | KBS1     | 다큐세상                | 내레이션                | 2020년 1월 25일                           | 75회 《혼자 밥 먹는 시대 청년을 말하다》 |
| 2014        | KBS1     | 아침마당                | 출연                    | 2014년 7월 16일                           | 세대공감! 알랑가 몰라 《옛날 엄마 VS 요즘 엄마》 |
| 2016        | KBS1     | 아침마당                | 출연                    | 2016년 5월 17일                           | 7600회 내 인생의 아침마당(25주년 특집) |
| 2017        | KBS1     | 아침마당                | 출연                    | 2017년 1월 10일                           | 7774회 화요초대석 《3인 3색! 우리는 아나테이너》 |
| 2018        | KBS1     | 아침마당                | 출연                    | 2018년 1월 30일                           | 8046회(평창 동계올림픽 특집 2부) 평창 동계올림픽 기획 2부 - 화요초대석 《최고의 캐스터 4인방이 전하는 올림픽 200% 즐기기》                                                                         |
| 2018        | KBS1     | 아침마당                | 출연                    | 2018년 2월 27일                           | 8065회 화요초대석 《우리의 겨울을 뜨겁게 달궜던 평창! 그 감동의 뒷얘기》 |
| 2024        | KBS1     | 아침마당                | 출연                    | 2024년 10월 28일                          | 9770회 월요토크쇼 명불허전 《나도 장가갈수 있을까? - '황금사위 우리 엄마 1등 사위감'》 |
| 2023        | KBS1     | 아침마당                | 2인 1조 참가자          | 10월 13일                                 | 9498회 행복한 금요일 쌍쌍파티 |
| 2023        | KBS1     | 아침마당                | 임시진행                | 12월 4일 ~ 12월 7일 12월 11일 ~ 12월 14일 | 9535회 월요토크쇼 명불허전 《딸 부자 vs 아들 부자》 편 ~ 9538회 목요특강 4인4쌤(《몸이 아파요》 9540회 월요토크쇼 명불허전 《대를 잇는 위대한 유산》 편 ~ 9543회 목요특강 4인4쌤(《중독이 뭐길래》 |
| 2024 상반기 | KBS1     | 아침마당                | 임시진행                | 1월 30일 ~ 2월 1일                        | 9576회 화요초대석<끝없이 배움의 길을 가는 아름다운 배우 김혜정 탤런트 / 친족 성폭력 생존자에서 아픔을 치유하는 상담사로! 김영서 심리상담사> ~ 9578회 목요특강 4인4쌤《나이아 가라》                |
| 2024 하반기 | KBS1     | 아침마당                | 임시진행                | 9월 9일 ~ 9월 12일                        | 9576회 별이 된 트로트 전설, 故 현철 ~ 9738회 꽃피는 인생수업《몸의 혁명, 해독》 |
| 2023        | KBS1     | 6시 내고향              | 임시진행취소            | 2023년 10월 5일                           | 7885회 <전국우수시장박람회 특집> |
| 2025        | KBS1     | 6시 내고향              | 진행취소                | 2025년 4월 1일                            | 8251회 새 남자MC 진행취소 |
| 2016 ~ 2018 | KBS2     | 여유만만                | 진행                    | 2016년 4월 25일 ~ 2018년 7월 13일         | 3132회 ~ 3658회(마지막회) |
| 2018        | KBS1     | KBS 스포츠 9            | 진행                    | 2018년 4월 16일 ~ 4월 20일                | 평일 |
| 2018 ~ 2023 | KBS1     | 무엇이든 물어보세요     | 진행중                  | 2018년 9월 3일 ~ 2023년 8월 25일          | 암! 완치에 도전한다 ~ 플러스 방송분 최후의 프로그램 남자진행자 |
| 2019        | KBS1     | 우리말 겨루기           | 2인 1조 참가자          | 3월 4일                                   | 755회(공사창립 46주년 특집) 남희령(방송작가) 팀과 이뤄 우승 결정함 |
| 2021        | KBS1     | 우리말 겨루기           | 2인 1조 참가자          | 4월 5일                                   | 854회 특집(참가자-2인 1조) |
| 2022        | KBS1     | 시니어 토크쇼 황금연못  | 임시 패널               | 7월 2일                                   | 374회 |
| 2024 ~      | KBS1     | 시니어 토크쇼 황금연못  | 진행                    | 2월 10일 ~ 현재                           | 457회(설특집) ~ |
| 2024        | KBS1     | TV쇼 진품명품           | 패널                    | 3월 3일                                   | <1414회>(쇼감정단) |
| 2024 ~ 2025 | KBS1     | KBS 뉴스광장            | 앵커                    | 11월 4일 ~ 2025년 7월 4일                 | 평일 |
| 2024        | KBS1     | 생로병사의 비밀         | 임시 진행 임시 내레이션 | 2024년 8월 21일                           | 920회 《공황장애, 불안의 회로를 멈춰라!》 |

### 라디오
- KBS대구 제1라디오 : 《김승휘의 아침의 광장》
- KBS 클래식FM : 《생생 클래식》
- KBS 클래식FM : 《노래의 날개 위에》
- KBS 제1라디오 : 《주말 뉴스 매거진 김승휘입니다》
- KBS 클래식FM : 《출발 FM과 함께》
- KBS 한민족방송 : 《문화 공감》
- KBS 제1라디오 : 《생방송 주말 저녁입니다》
- KBS 제1라디오 : 《오늘 밤 1라디오》(금요일 임시진행) 2025년 8월 15일